# Ligne de tramway de Bayeux à Courseulles-sur-Mer
La ligne de Bayeux à Caen est une ancienne ligne de tramway des Chemins de fer du Calvados (CFC).

## Histoire
La ligne est mise en service le 1er juillet 1899 entre Bayeux et Courseulles-sur-Mer.
Le 1er juillet 1900, la section de Courseulles-sur-Mer à Luc-sur-Mer de la ligne de Caen à la mer est mise à double écartement (standard et 600 mm). À cette date ou ultérieurement une partie des services de la ligne des CFC de Caen à Luc-sur-Mer sont prolongés à Bayeux par la nouvelle section à double écartement et la ligne de Bayeux à Courseulles-sur-Mer qui devient par la même occasion un simple service partiel de la première.
Pendant la Première Guerre mondiale, les services de la ligne de Caen à Luc-sur-Mer prolongés vers Bayeux sont abandonnés et le terminus est ramené à Luc-sur-Mer, la ligne de Bayeux à Courseulles-sur-Mer réapparait.

## Infrastructure

### Stations
| Illustration | Nom      | Commune  | Localisation                        | État      | Remarques |
| ------------ | -------- | -------- | ----------------------------------- | --------- | --------- |
|              | Asnelles | Asnelles | 49° 20′ 22,909″ N, 0° 35′ 09,596″ O | démolie   |           |
|              | Ryes     | Ryes     | 49° 18′ 47″ N, 0° 37′ 23″ E         | existante |           |